# Severo de Sales
Severo de Sales López (* 28. November 1940 in Guadalajara, Jalisco) ist ein ehemaliger mexikanischer Fußballspieler, der vorwiegend im Mittelfeld agierte. Er stand von 1961 bis 1970 beim Club América unter Vertrag und gewann mit den Americanistas zweimal in Folge den mexikanischen Pokalwettbewerb und wiederum ein Jahr später den ersten Meistertitel der Vereinsgeschichte in der 1943 eingeführten Profiliga.
Außerdem spielte Severo de Sales 1968 für die San Diego Toros in der North American Soccer League und absolvierte 1969 fünf Länderspieleinsätze für die mexikanische Fußballnationalmannschaft.

## Erfolge
- Mexikanischer Meister: 1966
- Mexikanischer Pokalsieger: 1964, 1965